# Bunomys coelestis
Bunomys coelestis är en däggdjursart som först beskrevs av Thomas 1896.  Bunomys coelestis ingår i släktet Bunomys och familjen råttdjur. IUCN kategoriserar arten globalt som akut hotad. Inga underarter finns listade.
Denna gnagare förekommer i ett litet område på södra Sulawesi. Arten lever i en bergstrakt och vistas där mellan 1800 och 2200 meter över havet. Regionen är täckt av skog.